# Батарито строкатоволий

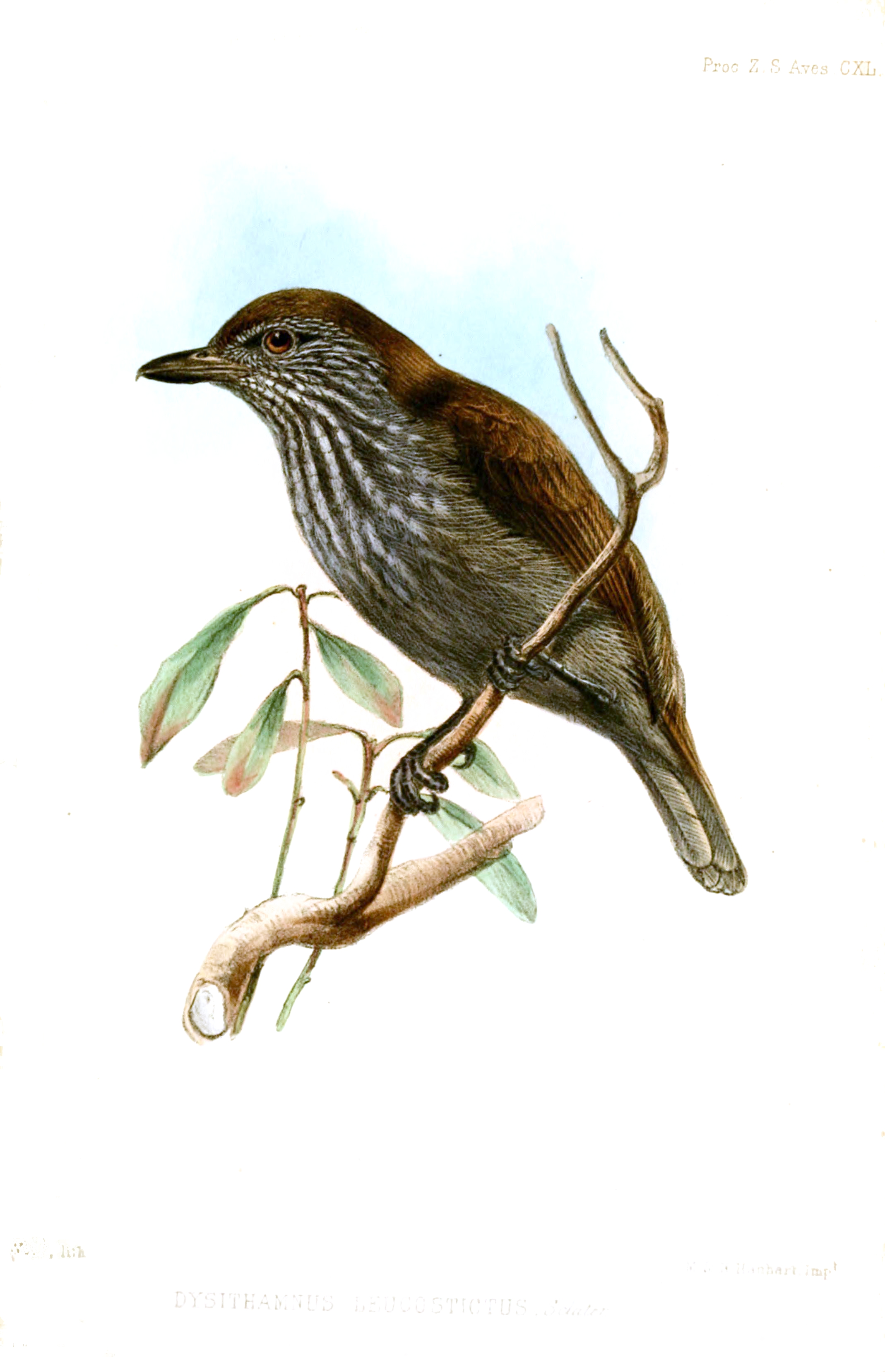
Самиця строкатоволого батарито

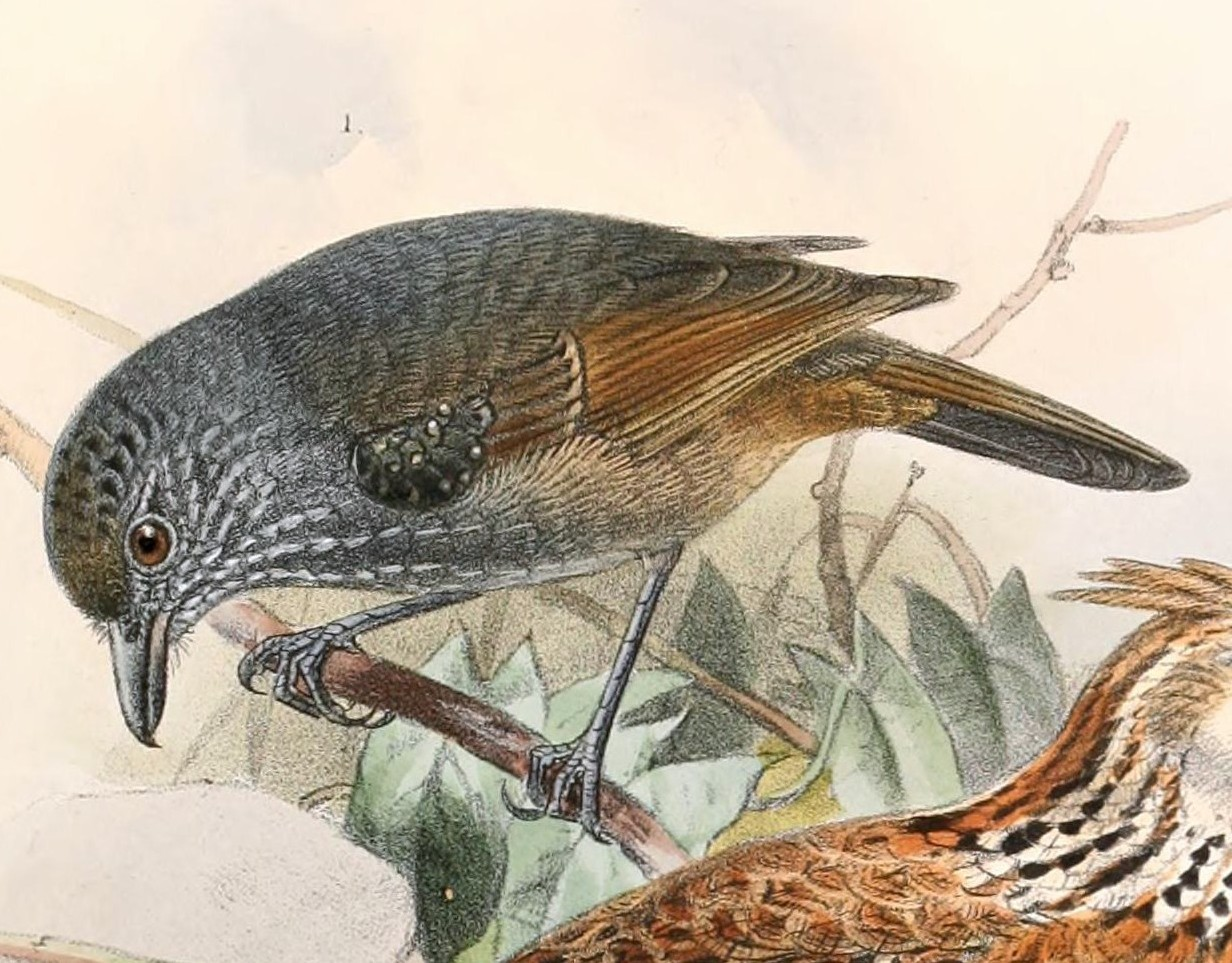
Строкатоволий батарито (підвид D. l. tucuyensis)

Батари́то строкатоволий (Dysithamnus leucostictus) — вид горобцеподібних птахів родини сорокушових (Thamnophilidae). Мешкає в Південній Америці.

## Опис
Довжина птаха становить 12-13 см. Самець темно-сірий, груди чорні. Покривні пера на крилах мають білі кінчики і края. Верхня частина тіла самиці рудувато-коричнева, нижня частина тіла сіра, поцяткована білими плямками. Живіт рудувато-коричневий.

## Таксономія
Строкатоволий батарито був описаний в 1858 році британським зоологом Філіпом Склейтером. Він довгий час вважався підвидом прибережного батарито, однак в 2008 році був визнаний окремим видом Південноамериканським класифікаційним комітетом.
Виділяють два підвиди:
- D. l. tucuyensis Hartert, E, 1894 — північна Венесуела (Прибережний хребет), плато Тафельберг в центральному Суринамі;
- D. l. leucostictus Sclater, PL, 1858 — східні схили Анд від центральної Колумбії (на південь від південної Кундінамарки) через центральний Еквадор до крайної півночі Перу (північний захід Амазонаса, північний схід Кахамарки).

Деякі дослідники вважають підвид D. l. tucuyensis окремим видом.

## Поширення і екологія
Строкатоволі батарито мешкають на східних схилах Анд  і в Прибережному хребті у Венесуелі. Вони живуть у вологих гірських тропічних лісах на висоті від 900 до 2000 м над рівнем моря в Андах; на висоті від 500 до 1900 м над рівнем моря у Венесуелі; від 750 м над рівнем моря і вище в Суринамі.